# Macroparalepis nigra
Macroparalepis nigra is een straalvinnige vissensoort uit de familie van barracudinas (Paralepididae). De wetenschappelijke naam van de soort is voor het eerst geldig gepubliceerd in 1965 door Maul.